# Tom-Sawyer-Preis
Der Tom-Sawyer-Preis, benannt nach dem Romanhelden Tom Sawyer, ist ein Schülerschreibwettbewerb, der von der Stadt Rees alle zwei Jahre ausgeschrieben wird.

## Teilnahme und Vergabe
Mitmachen dürfen alle Schüler der 5. bis 13. Klasse im gesamten Bundesgebiet. Die Einsendungen werden nach Altersgruppen eingeteilt: 5. und 6. Schuljahr, 7. und 8. Schuljahr, 9. und 10. Schuljahr und 11. bis 13. Schuljahr. Die Beiträge werden von einer achtköpfigen Jury bewertet, der bislang unter anderem Hiltrud Leenders, Michael Scholten oder Ludger Kazmierczak angehörten. Pro Altersgruppe werden fünf Preise vergeben. Der Gewinner auf dem ersten Platz erhält 300 Euro, der auf dem zweiten 200 Euro, und die Gewinner auf den weiteren Plätzen erhalten 100 Euro. Zudem erscheint zur Preisverleihung ein Sammelband mit den besten Geschichten. Der Preis wird von der Sparkasse Rhein-Maas, innogy und der edition anderswo unterstützt.

## Geschichte
Der Tom-Sawyer-Preis wurde von der Stadt Rees erstmals im Jahr 2003 auf Anregung der Autoren Heiner Frost und Andreas Daams  unter dem Thema „Schule“ ausgeschrieben. Insgesamt wurden zu diesem Wettbewerb 272 Beiträge eingereicht, ein Buch mit den 50 besten Geschichten erschien unter dem Titel „Pausenbrot und Liebesbrief“. 2005 startete der Tom-Sawyer-Preis zum zweiten Mal mit dem Thema „www“, zu dem über 160 Arbeiten eingesendet wurden. In dem Taschenbuch echt.net wurden ausgewählte Geschichten aus diesem Wettbewerb veröffentlicht. 2008 wurde der Wettbewerb zum dritten Mal ausgeschrieben. Über 330 Geschichten wurden zu dem Thema Oh, mein Gott eingesendet. Abschließend erschien das Buch Oh, mein Gott! Ausgewählte Geschichten des Wettbewerbs Jugend schreibt – Tom-Sawyer-Preis der Stadt Rees mit den Geschichten der Preisträger und 20 weiteren. 2010 lautete das Thema des Schreibwettbewerbs Abgefahren!. Für diesen Wettbewerb gingen über 540 Beiträge ein, die Preisverleihung fand am 31. Oktober 2010 statt. Der fünfte Tom-Sawyer-Preis zum Thema Macht nix wurde im März 2012 ausgeschrieben, hierfür gingen 374 Beiträge ein. Beim sechsten Wettbewerb 2014, der das Thema Geht's noch? hatte, gingen fast 200 Beiträge ein. 2016 fand die siebte Auflage des Literaturwettbewerbs statt, für das Thema Sauber! wurden 175 Beiträge verfasst. Im Frühjahr 2018 startete die achte Auflage des Wettbewerbs zum Thema "Ohne mich", zu dem über 200 Beiträge eingereicht wurden. Die neunte Auflage 2020 stand unter dem Motto "Rollentausch".